# Compagnia dell'Africa Orientale Tedesca

Bandiera della Compagnia Tedesca dell'Africa Orientale

La Compagnia (o Società) Tedesca dell'Africa Orientale, in tedesco Deutsch-Ostafrikanische Gesellschaft, fu un'organizzazione fondata il 2 aprile 1885 da Karl Peters allo scopo di amministrare la colonia dell'Africa Orientale Tedesca (odierna Tanzania). Otto von Bismarck diede all'organizzazione l'autorizzazione ad agire per conto dell'Impero tedesco.

## Storia
La Compagnia scelse inizialmente Bagamoyo come propria sede centrale (e quindi come capitale della colonia); nel 1891 questo ruolo fu acquisito da Dar es Salaam. Nel 1888 la Compagnia acquistò dal sultano Khalifa bin Said il controllo della striscia di costa di fronte a Zanzibar, per un periodo concordato di 50 anni. L'operazione fu contrastata da una insurrezione popolare nota come rivolta di Abushiri, che costrinse i tedeschi ad arroccarsi nelle città di Bagamoyo e Dar es Salaam, rinunciando al controllo del resto della regione costiera.
Nel 1891 divenne evidente che la Compagnia non era in grado di garantire il controllo dei territori assegnati. Fu quindi sollevata dall'incarico, e il governo tedesco iniziò ad amministrare direttamente i propri possedimenti in Africa orientale. La Compagnia mantenne una presenza minore nell'area, limitandosi a gestire alcune attività commerciali e piantagioni.